# Chư Drăng
Chư Drăng là một xã thuộc huyện Krông Pa, tỉnh Gia Lai, Việt Nam.
Xã Chư Drăng có diện tích 154,86 km², dân số năm 2000 là 4144 người, mật độ dân số đạt 27 người/km².